# Championnes de France de natation en bassin de 50 m du 4 × 50 m 4 nages
| Championnats | Championnats        | 4 × 50 mètres 4 nages dames     | 4 × 50 mètres 4 nages dames | 4 × 50 mètres 4 nages dames | 4 × 50 mètres 4 nages dames | 4 × 50 mètres 4 nages dames |
| ------------ | ------------------- | ------------------------------- | --------------------------- | --------------------------- | --------------------------- | --------------------------- |
| 1921         | Strasbourg          | SN Strasbourg                   |                             |                             |                             | 3 min 09 s 0 RF             |
| 1922         | Tourcoing           | Enfants de Neptune de Tourcoing |                             |                             |                             | 3 min 10 s 4                |
| 1923         | Arras               | Libellule de Paris              |                             |                             |                             | 3 min 06 s 8                |
| 1924         | non disputé         |                                 |                             |                             |                             |                             |
| 1925         | Paris Les tourelles | Enfants de Neptune de Tourcoing |                             |                             |                             | 2 min 52 s 6                |